# Кержемок
 Кержемок  — село в Шатковском районе Нижегородской области. Административный центр сельского поселения Кержемокский сельсовет.

## География
Находится в юго-восточной части Нижегородской области на расстоянии приблизительно 5 километров по прямой на восток-северо-восток от поселка Шатки, административного центра района. 

## История
Известно с 1644 года как деревня, заселенная переселенцами из села Архангельское, позже в XVIII веке село, альтернативное название Никольское (по церкви). Численность населения: 630 чел.(1782), 722 (1816), 1019 (1858), 1496 (1916), 705 (1989).

## Население
Постоянное население составляло 685 человек (русские 95%) в 2002 году, 689 в 2010.